# Factorización de rango
Dada una matriz {\displaystyle A}, de dimensiones {\displaystyle m\times n} y de rango {\displaystyle r}, una factorización de rango de {\displaystyle A} es un factorización de la forma {\displaystyle A=CF}, donde {\displaystyle C} es una matriz {\displaystyle m\times r} y {\displaystyle F} es una matriz {\displaystyle r\times n}.
Para construir una factorización de este tipo se puede calcular {\displaystyle B}, la forma escalonada reducida de {\displaystyle A}. Entonces {\displaystyle C} se obtiene eliminando de {\displaystyle A} todas las columnas que no son columnas pivote, y {\displaystyle F} eliminando todas las filas de ceros de {\displaystyle B}.
metal

## Demostración
Sea {\displaystyle P} una matriz {\displaystyle n\times n} de permutación tal que {\displaystyle AP=(C,D)} en forma de bloques, donde las columnas de {\displaystyle C} son las {\displaystyle r} columnas pivote de {\displaystyle A}. Cada columna de {\displaystyle D} es una combinación lineal de las columnas de {\displaystyle C}, luego hay una matriz {\displaystyle G} tal que {\displaystyle D=CG}, donde las columnas de {\displaystyle G} contienen los coeficientes de cada una de esas combinaciones lineales. Así pues, {\displaystyle AP=(C,CG)=C(I_{r},G)}, siendo {\displaystyle I_{r}} la matriz identidad {\displaystyle r\times r}. Mostraremos a continuación que {\displaystyle (I_{r},G)=FP}.
Transformar {\displaystyle AP} en su forma escalonada reducida equivale a multiplicar por la izquierda por una matriz {\displaystyle E} que es un producto de matrices elementales, con lo que {\displaystyle EAP=BP=EC(I_{r},G)}, donde {\displaystyle EC={\begin{pmatrix}I_{r}\\0\end{pmatrix}}}. Podemos entonces escribir {\displaystyle BP={\begin{pmatrix}I_{r}&G\\0&0\end{pmatrix}}}, lo que nos permite identificar {\displaystyle (I_{r},G)=FP}, es decir, las {\displaystyle r} filas no nulas de la forma escalonada reducida, con la misma permutación de columnas que aplicamos a la matriz {\displaystyle A}. Tenemos, por tanto, que {\displaystyle AP=CFP}, y como {\displaystyle P} es invertible, esto implica que {\displaystyle A=CF}, lo que completa la prueba.